# Huntingfield
Huntingfield – wieś i civil parish w Anglii, w Suffolk, w dystrykcie East Suffolk. W 2001 civil parish liczyła 193 mieszkańców. Huntingfield jest wspomniana w Domesday Book (1086) jako Huntingafelda / felde. W civil parish znajduje się 20 zabytkowych budynków.